# HMS C33
Pour les articles homonymes, voir C33.
Le HMS C33 est l’un des 38 sous-marins britanniques de classe C, construit pour la Royal Navy au cours de la première décennie du XXe siècle. Il a sauté sur une mine le 4 août 1915.

## Conception
La classe C ne se distinguait de la classe B que par un gain de performances en immersion. Le sous-marin avait une longueur de 43,4 m, un maître-bau de 4,1 m et un tirant d'eau moyen de 3,5 m. Leur déplacement était de 292 tonnes en surface et 321 tonnes en immersion. Les sous-marins de classe C avaient un équipage de deux officiers et quatorze matelots.
Pour la navigation en surface, ces navires étaient propulsés par un unique moteur à essence Vickers à 16 cylindres de 600 chevaux-vapeur (447 kW) qui entraînait un arbre d'hélice. En immersion, l’hélice était entraînée par un moteur électrique de 300 chevaux (224 kW). Ces navires pouvaient atteindre 12 nœuds (22 km/h) en surface et 7 nœuds (13 km/h) sous l’eau. En surface, la classe C avait un rayon d'action de 910 milles marins (1690 km) à 12 nœuds (22 km/h).
Les navires étaient armés de deux tubes lance-torpilles de 18 pouces (457 mm) à l’avant. Ils pouvaient transporter une paire de torpilles de rechargement, mais en général, ils ne le faisaient pas, car en compensation ils devaient abandonner un poids égal de carburant.

## Engagements
Le HMS C33 a été construit par l’arsenal de Chatham Dockyard. Sa quille fut posée le 29 mars 1909 et il a été mis en service le 13 août 1910. Le C33 a participé à la tactique de piège à U-boot. La tactique consistait à utiliser un chalutier leurre pour remorquer un sous-marin. Lorsqu’un sous-marin ennemi était aperçu, la ligne de remorquage et la ligne de communication téléphonique entre les deux navires étaient larguées, et le sous-marin britannique attaquait le sous-marin ennemi. Cette tactique a été partiellement couronnée de succès, mais elle a été abandonnée après la perte de deux sous-marins de classe C, dans les deux cas avec tout leur équipage.
Le C33 était l’un des deux sous-marins de classe C perdus en utilisant cette tactique (l’autre étant le HMS C29). Il a sauté sur une mine au large de Great Yarmouth alors qu’il opérait avec le chalutier armé Malta le 4 août 1915.